# Wobbenbüll
Wobbenbüll (północnofryz. Wååbel, duń. Vobbenbøl) – gmina w Niemczech w kraju związkowym Szlezwik-Holsztyn, w powiecie Nordfriesland, wchodzi w skład urzędu Nordsee-Treene.